# Vete
Vete è un singolo del rapper portoricano Bad Bunny, pubblicato il 21 novembre 2019 come primo estratto dal secondo album in studio YHLQMDLG.

## Video musicale
Il video musicale, diretto da Cliqua and Stillz, è stato pubblicato il 21 novembre 2019 in concomitanza con l'uscita del singolo.

## Tracce
Testi e musiche di Benito Antonio Martínez, Cesar Oscar Batista Escalera, Edgar Wilmer Semper Vergas, Eric Dionne Hawkins e Xavier Alexis Semper Vergas.
1. Vete – 2:43

## Classifiche

### Classifiche settimanali
| Classifica (2019-22)  | Posizione massima |
| --------------------- | ----------------- |
| Argentina             | 30                |
| Colombia              | 4                 |
| Costa Rica            | 6                 |
| Messico               | 1                 |
| Paraguay              | 67                |
| Perù                  | 127               |
| Repubblica Dominicana | 1                 |
| Spagna                | 2                 |
| Stati Uniti           | 33                |
| Svizzera              | 63                |

### Classifiche di fine anno
| Classifica (2020)     | Posizione |
| --------------------- | --------- |
| El Salvador           | 5         |
| Guatemala             | 7         |
| Panama                | 8         |
| Repubblica Dominicana | 2         |
| Spagna                | 62        |